# Myndighetsutövning
Myndighetsutövning är ett förvaltningsrättsligt begrepp och omfattar beslut eller andra åtgärder som ytterst är uttryck för samhällets maktbefogenheter i förhållande till medborgarna. I Sverige är en vanlig definition, hämtad ur den gamla förvaltningslagens 3 § (ÄFL 1971:290), "utövning av befogenhet att för enskild bestämma om förmån, rättighet, skyldighet, disciplinär bestraffning eller annat jämförbart förhållande". 
Myndighetsutövning kan innebära både beslut som är gynnande för den enskilde (såsom beslut att bevilja ett bidrag) eller beslut som är betungande (såsom beslut att ta ut en avgift).
Myndighetsutövning är oftast en uppgift för myndigheter, men kan överlämnas till kommuner, andra juridiska personer och enskilda individer om det finns stöd i lag. Exempel är när en myndighet eller annan organisation (exempelvis Svensk Bilprovning) utför myndighetsliknande uppgifter. Många gånger är myndighetens beslut tvingande för den enskilde (till exempel skyldigheten att  besiktiga  motorfordon). Även gynnande beslut för den enskilde (exempelvis betyg i ett ämne eller kurs) kan anses som myndighetsutövning.
Fel eller försummelse vid myndighetsutövning kan leda till att myndigheten tvingas betala ut skadestånd. Dessutom kan den tjänsteman som utövar myndighetsutövning och som med uppsåt eller av oaktsamhet missköter sina uppgifter dömas till ansvar för tjänstefel.
Allt som en myndighet utför är inte myndighetsutövning. Sådant som inte gäller myndighetens beslut med stöd av författning, regeringsbeslut eller riksdagsbeslut är inte myndighetsutövning. Exempel på sådant som faller utanför begreppet är avtal som helt vilar på privaträttslig grund, löneutbetalningar, inköp av löpande karaktär samt lämnande av allmänna råd och upplysningar. Gränsdragningen har betydelse bland annat för tillämpningen av de skadeståndsregler som nämns ovan. Avgifter som tas ut som en del av myndighetsutövning är dessutom momsfria i Sverige.